# Kyneton
Kyneton è una città sita in Macedon Ranges, regione del Victoria in Australia. Il nome della città deriva da quello del villaggio inglese di Kineton in Warwickshire.